# Maurice Demierre
Pour les articles homonymes, voir Demierre.

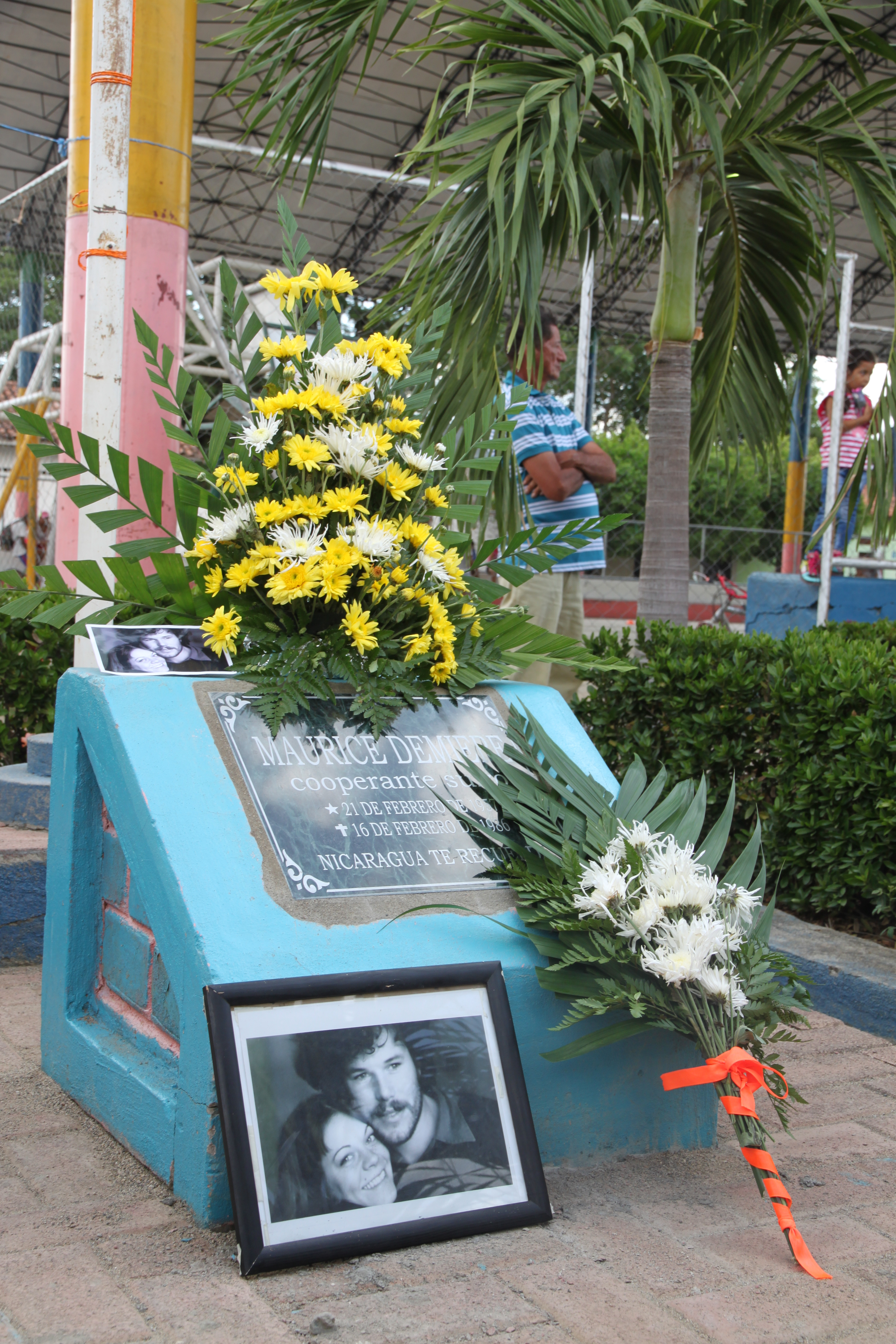
Pierre tombale en l'honneur de Maurice Demierre à Somotillo

Maurice Demierre, né le 24 février 1957 à Bulle et mort le 16 février 1986 au Nicaragua, est le premier coopérant suisse tué par les Contras anti-sandinistes au Nicaragua.

## Biographie
Maurice Demierre grandit dans une famille gruérienne imprégnée par l’engagement politique et le christianisme. Tenté par la prêtrise, il opte finalement pour l’agriculture et passe un diplôme de technicien agricole à Grangeneuve. En 1977, il adhère à l’ONG Frères sans frontières (aujourd’hui E-changer). Objecteur de conscience au nom de ses idéaux chrétiens de non-violence, il est condamné à 3 mois de prison en 1980.

## Engagement au Nicaragua
Fin 1982, Maurice Demierre se rend au Nicaragua comme bénévole de l’organisation d’aide Frères sans frontières avec sa compagne Chantal Bianchi. Le couple travaille à l’amélioration des conditions de vie de paysans du nord-ouest, par la formation aux techniques agricoles et la construction de logements dans trois coopératives : Los Hornos (Achuapa), Los Tololos (Villanueva) et Santa Teresa à proximité de Somotillo. À partir de 1984, il prend en charge l’organisation et l’accompagnement des Brigades de Solidarité suisses. Le couple est également actif dans une communauté chrétienne de base du BIPBC (Bloque Intercomunitario Pro Bienestar Cristiano), influencé par la pensée de la Théologie de la libération.
Le 16 février, il est tué près de Somotillo au volant d’une camionnette, ainsi que plusieurs autres passagers nicaraguayens dans une embuscade attribuée aux Contras anti-sandinistes.  

## Réactions et conséquences
Le Département fédéral des affaires étrangères a exprimé ses regrets à la suite de la mort de Maurice Demierre, tout en renonçant à protester auprès du gouvernement des États-Unis, principal soutien des Contras.
Au Parlement et dans l’opinion publique, la mort de Maurice Demierre, suivie de celle de plusieurs autres internationalistes (comme le Suisse Yvan Leyvraz, le Français Joël Fieux, les Allemands Albrecht Pflaum et Berndt Koberstein ou l’Américain Benjamin Linder) pose la question de la possibilité et du sens du travail de coopération au Nicaragua dans un contexte de guerre et de polarisation idéologique. Finalement, une délégation du Département fédéral des affaires étrangères conclut à la poursuite de la coopération helvétique mais les organisations privées se voient désormais contraintes à plus de prudence.

## Médias

### Livres
- Chantal Bianchi: Un peuple, une passion: Nicaragua. Maurice Demierre est vivant. éd. de la Thièle, Yverdon-les-Bains 1987, (OCLC 496175847).
- Jacques Depallens et allii. : Nicaragua 1986: L'Aventure internationaliste de Maurice, Yvan, Joël et Berndt. CETIM, Genève 1996,  (ISBN 2-88053-023-7).

### Film
- Qué viva Mauricio Demierre (y también la revolución). Film de Stéphane Goël, musique Corinne Galland, Paco Lobo, Julien Sulser. (Lausanne), Climage 2006.